# Oda Nobuhide
Oda Nobuhide (織田 信秀, 1510 - 8 de Abril de 1551) foi um comandante militar e magistrado da região sul de Owari, no período Sengoku da história do Japão. Foi o pai do grande Oda Nobunaga.
Mesmo sendo o chefe do Clã Oda, Nobuhide nunca unificou inteiramente a província de Owari, mas esteve envolvido em batalhas, já que fazia fronteira ao norte com Saito Dousan, o daimyo da província de Mino, e ao leste com Imagawa Yoshimoto, daimyo das províncias de Mikawa, Suruga e Totomi. Em 1549, Nobuhide cessou as hostilidades frente a Saito Dousan através do casamento político entre seu filho Nobunaga e a filha de Saito. Contudo, o confronto entre os clãs Imagawa e Oda continuou.
Nobuhide morreu repentinamente em 1551, designando Nobunaga como seu sucessor, de forma que este tornava-se, assim, chefe do clã Oda e do pequeno território de seu falecido pai. Nobunaga, que quase não conhecia seu pai e já possuía uma má reputação como delinqüente, chegou ao funeral de Nobuhide vestido inapropriadamente e jogou incenso no altar enquanto maldizia sua própria sorte e destino. Quase todo o apoio que teria sido de Nobunaga, da parte de seus subordinados, foi dado a seu irmão mais novo Oda Nobuyuki, assim restando a Nobunaga somente o apoio de Hirate Masahide e de seu sogro Saito Dousan, a quem nunca havia sequer conhecido. Desse momento em diante ainda levariam 7 longos anos até que Nobunaga finalmente consolidasse seu poder no clã e por fim unisse a província de Owari.